# 진옥성

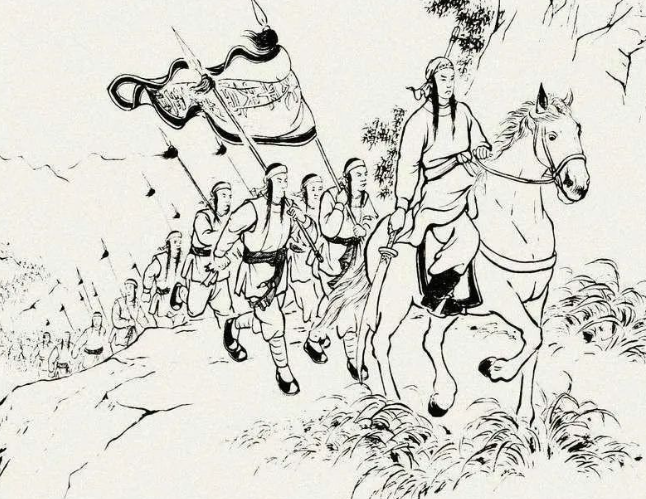
만화책 "영왕진옥성"에 나오는 진옥성의 모습

진옥성(중국어 정체자: 陳玉成, 병음: Chen Yucheng, 1837년 - 1862년)는 청나라 때 발발한 태평천국의 지도자 중 한 명으로 영왕으로 봉해졌다.

## 생애
광서성 등현 출신이다. 14세 때 삼촌을 따라 금전봉기에 참가했다. 1854년 제2차 무창 공략전에서 공을 세웠다. 이듬해 천관정 승상 진일강을 따라 무창, 려주, 무호를 전전했고, 동관정 승상으로 승진했다. 1856년, 진일강을 따라 진강을 구하기 위해 가서 강북대영을 물리치고 1차 강남대영 공략전에 참여했다. 1857년, 염군과 협력하여 동성에서 청나라 군대를 물리쳤다. 1858년, 전군 주장으로 승진했고, 이수성과 함께 강북대영을 다시 격파하고, 삼하 전투에서 승리를 거뒀다.
1859년, 영왕(英王)에 봉해졌다. 중요 거점인 안경을 지키고 있었지만, 1860년에 안경의 보호를 엽운래에 맡기고 제2차 강남대영 공략전에 참가하여 승리를 얻었다. 이후 안경이 청군에 포위되자 포위를 풀기 위해 이수성과 진옥성이 둘로 나뉘어 무한의 공략을 목표로 하게 되었다. 진옥성은 무한 근처의 황주에 이르렀지만, 영국의 압력에 의해 무한 침공을 단념했다. 안경을 구하기 위해 전력을 다했지만, 격전 끝에 안경은 함락당했다. 결국, 수장인 엽운래와 구원군 유창림 등을 잃고 려주에서 물러났다.
진옥성은 부왕 진득재, 준왕 뇌문광을 서북으로 원정시켰기 때문에 본체의 군사력은 약화되어 있었다. 1862년 청나라 군대가 려주를 침공했기 때문에 진옥성은 수주를 탈출하여 주왕 묘패림과 연계해 하남을 공략하려 했다. 그러나 부하들은 묘패림을 신뢰할 수 없는 인물이라고 조언하며 수주를 떠나도록 권유했지만, 진옥성은 듣지 않았다. 결국, 진옥성은 묘패림에게 사로잡혀 청군에게 인계되어 6월 하남에서 처형당했다.
진옥성의 죽음으로 장강 이북의 태평천국군은 붕괴되었고, 수도인 천경은 청군에 포위당했다.